# Берк, Улик, 3-й граф Кланрикард
Улик Берк, 3-й граф Кланрикард (англ. Ulick Burke, 3rd Earl of Clanricarde; ? — 20 мая 1601) — ирландский дворянин и пэр. Один из сыновей Ричарда Берка, 2-го графа Кланрикарда.

## Биография
Сын Ричарда Берка (? — 1582), 2-го графа Кланрикарда (1544—1582), и Маргарет О’Брайен, дочери Мурроу О’Брайена, 1-го графа Томонда, и Элеонор Фицджеральд.
Улик Берк женился на Хоноре Берк, дочери Джона Ога Берка, 25 ноября 1564 года в Атенрае, графство Голуэй, Ирландия.
Улик Берк долгое время был мятежником против английской короны, а с 1560-х годов спровоцировал войны Mac an Iarla  в Коннахте и Томонде, опустошив большую часть территории, против своего отца, который был убежденным сторонником Елизаветы I. После смерти его отца в 1582 году было неясно, кто унаследует титул — Улик или его брат Джон. Улик Берк добился престолонаследия (он стал 3-м графом Кланрикардом и 3-м бароном Данкеллином), убив своего брата Джона и признав верховенство английской короны. Он оставался верноподданным королевы Елизаветы I Тюдор до самой смерти.
Дети Улика Берка и Хоноры Берк:
- Сэр Уильям Берк (ум. 2 февраля 1625), от которого произошли более поздние графы Кланрикард
- Сэр Томас Берк
- Эдмонд Берк (? — 22 июня 1639)
- Ричард Берк (род. 1566)
- Мэри Берк (ок. 1566 до июля 1604)
- Ричард Берк, 4-й граф Кланрикард (ок. 1572 — 12 ноября 1635)

Внебрачный сын Улика Берка от Марты Франнас:
- Джон Берк, 1-й виконт Берк из Кланмориса (до 1601 — 16 ноября 1633).